# SPOT-55
Speciální požární pásové vozidlo SPOT-55  je speciální hasicí vozidlo na pásovém podvozku tanku T-55, vyráběné ve Vojenském opravárenském podniku 025 v Novém Jičíně (v dnešním VOP CZ). Toto vozidlo je navrženo pro účinné hašení požárů v obtížně přístupných terénech a průmyslových oblastech, jako jsou lesy, elektrárny, rafinérie, plynovody a povrchové doly apod.

## Výbava a účel vozidla
Vozidlo disponuje nádržemi na 11 000 litrů vody (hlavní nádrž 9000 litrů a boční nádrž 2000 litrů), dvěma otočnými vysokotlakými proudnicemi ovládanými velitelem vozidla, pěnotvorným zařízením s nádrží na 2000 litrů pěnidla a dvěma práškovými hasicími přístroji o kapacitě 2x250 kg. Pro ochranu proti vysokým teplotám je vozidlo vybaveno vodní mlhou tvořenou tryskami umístěnými na povrchu vozidla.
Během hašení může vozidlo doplňovat vodu čerpadlem z vodních zdrojů až do maximální hloubky sání 7,5 metru nebo z připojených cisteren a hydrantů. Teplota povrchu vozidla monitorují a signalizují senzory, které informují osádku. Posádku tvoří velitel, řidič a strojník. Vozidlo je dále vybaveno varovnými zařízeními pro detekci radioaktivního záření, proti němuž je chráněno speciálním obložením a vodní náplní.
Pro monitorování a vyhodnocování situace slouží černobílá televizní kamera, televizní přijímač Merkur a výstražné a rozhlasové zařízení AZD 501. Spojení zajišťují radiostanice R-123, vnitřní komunikační zařízení a dvě přenosné radiostanice PR-411. Speciální vozidlo SPOT-55 může být ovládáno i na dálku s dosahem až 1500 metrů, a je využíváno jak armádními jednotkami, tak civilními hasičskými sbory.

## Klady a zápory
Klíčové výhody vozidla:
- Efektivní hašení požárů v náročných terénních a průmyslových podmínkách.
- Zvýšená balistická ochrana osádky

V létě 1991 proběhly rozsáhlé testy ve Výzkumném ústavu 010 ve Vyškově, které dopadly velmi dobře, s výjimkou několika drobných nedostatků, jež bylo možné snadno napravit. Hlavními nedostatky bylo pronikání kouře do prostoru posádky a nedostatečná ochrana baterie vozidla, která by se mohla stát potenciální slabinou v budoucnosti.